# Відсутність (фільм)
«Відсутність» (англ. Absentia) — американський незалежний фільм жахів про надприродне, написаний у 2011 році, написаний, змонтований і режисером Майком Фланаганом і спродюсований FallBack Plan Productions. Основний етап фотозйомки фільму фінансувався за допомогою сторінки проекту фільму на веб-сайті краудфандингу Kickstarter. Кортні Белл грає роль вагітної жінки, чий зниклий чоловік ненадовго з’являється після незрозумілої семирічної відсутності.